# بخش واشینگتن (شهرستان مونتگومری، اوهایو)
بخش واشینگتن (به انگلیسی: Washington Township) یک منطقهٔ مسکونی در ایالات متحده آمریکا است که در شهرستان مونتگومری، اوهایو واقع شده‌است.
 بخش واشینگتن ۸۰٫۸ کیلومتر مربع مساحت و ۵۶٬۶۰۷:۳۲٬۶۱۰unincorpor نفر جمعیت دارد و ۲۹۲ متر بالاتر از سطح دریا واقع شده‌است.